# Robin Soudek
Robin Soudek (né le 31 juillet 1991 à České Budějovice en Tchécoslovaquie aujourd'hui ville de République tchèque) est un joueur professionnel tchèque de hockey sur glace. Il évolue au poste d'attaquant. Il est le fils du joueur et entraîneur Karel Soudek.

## Biographie

### Carrière en club
Formé au HC České Budějovice, il est choisi au premier tour, en douzième position du repêchage européen 2008 de la Ligue canadienne de hockey par les Oil Kings d'Edmonton. Il part alors en Amérique du Nord et débute dans la Ligue de hockey de l'Ouest en 2008-2009. Le 30 avril 2010, il est échangé aux Bruins de Chilliwack. Il retrouve alors son compatriote Roman Horák également formé à České Budějovice lors de la saison 2010-2011. Il passe sa quatrième saison dans la Ligue de hockey de l'Ouest avec les Royals de Victoria où les Bruins de Chilliwack ont déménagé. En 2012, il passe professionnel avec le HC České Budějovice dans l'Extraliga. Il participe au camp d'entrainement des Monsters du lac Érié en 2013 mais ne parvient pas à obtenir de contrat. Il se joint alors aux Cutthroats de Denver de la Ligue centrale de hockey avant d'être rappelé par les Monsters du lac Érié. Il joue trois matchs dans la Ligue américaine de hockey pour un but marqué. Il évolue dans l'ECHL en 2014-2015 portant les couleurs du Thunder de Stockton, du Rush de Rapid City et des IceMen d'Evansville. Après avoir participé au camp d'entraînement du HC Olomouc de l'Extraliga sans recevoir de proposition de contrat, il retourne aux IceMen d'Evansville avec qui il dispute un match de pré-saison avant d'être recalé. Finalement, il signe aux Diables rouges de Briançon dans la Ligue Magnus pour la saison 2015-2016.

### Carrière internationale
Il représente la République tchèque en sélections jeunes.

## Statistiques

### En club
| Saison    | Équipe                     | Ligue        |                   | Saison régulière  | Saison régulière  | Saison régulière  | Saison régulière  | Saison régulière  |                   | Séries éliminatoires | Séries éliminatoires | Séries éliminatoires | Séries éliminatoires | Séries éliminatoires |
| Saison    | Équipe                     | Ligue        | PJ                | B                 | A                 | Pts               | Pun               | PJ                | B                 | A                    | Pts                  | Pun                  |                      |                      |
| 2008-2009 | Oil Kings d'Edmonton       | LHOu         | 63                | 7                 | 6                 | 13                | 42                | 4                 | 1                 | 1                    | 2                    | 4                    |                      |                      |
| 2009-2010 | Oil Kings d'Edmonton       | LHOu         | 61                | 11                | 13                | 24                | 41                | -                 | -                 | -                    | -                    | -                    |                      |                      |
| 2010-2011 | Bruins de Chilliwack       | LHOu         | 61                | 25                | 32                | 57                | 70                | 5                 | 2                 | 1                    | 3                    | 4                    |                      |                      |
| 2011-2012 | Royals de Victoria         | LHOu         | 65                | 27                | 30                | 57                | 114               | 4                 | 2                 | 0                    | 2                    | 0                    |                      |                      |
| 2012      | HC České Budějovice        | TE           | 6                 | 0                 | 2                 | 2                 | 6                 | -                 | -                 | -                    | -                    | -                    |                      |                      |
| 2012-2013 | HC České Budějovice        | Extraliga    | 11                | 1                 | 1                 | 2                 | 10                | -                 | -                 | -                    | -                    | -                    |                      |                      |
| 2013-2014 | Monsters du lac Érié       | LAH          | 3                 | 1                 | 0                 | 1                 | 0                 | -                 | -                 | -                    | -                    | -                    |                      |                      |
| 2013-2014 | Cutthroats de Denver       | LCH          | 41                | 14                | 6                 | 20                | 62                | 10                | 3                 | 4                    | 7                    | 14                   |                      |                      |
| 2014-2015 | Thunder de Stockton        | ECHL         | 9                 | 4                 | 2                 | 6                 | 4                 | -                 | -                 | -                    | -                    | -                    |                      |                      |
| 2014-2015 | Rush de Rapid City         | ECHL         | 20                | 6                 | 9                 | 15                | 38                | -                 | -                 | -                    | -                    | -                    |                      |                      |
| 2014-2015 | IceMen d'Evansville        | ECHL         | 33                | 8                 | 10                | 18                | 22                | -                 | -                 | -                    | -                    | -                    |                      |                      |
| 2015-2016 | Diables rouges de Briançon | Ligue Magnus | 15                | 9                 | 10                | 19                | 47                | 10                | 6                 | 5                    | 11                   | 14                   |                      |                      |
| 2016-2017 | Gamyo Épinal               | Ligue Magnus | 43                | 19                | 12                | 31                | 92                | 4                 | 2                 | 2                    | 4                    | 14                   |                      |                      |
| 2017-2018 | Gamyo Épinal               | Ligue Magnus | 42                | 17                | 17                | 34                | 36                | -                 | -                 | -                    | -                    | -                    |                      |                      |
| 2017-2018 | ETC Crimmitschau           | DEL 2        | 1                 | 0                 | 0                 | 0                 | 0                 | -                 | -                 | -                    | -                    | -                    |                      |                      |
| 2018-2019 | VEU Feldkirch              | AlpsHL       | 35                | 32                | 27                | 59                | 26                | 2                 | 0                 | 1                    | 1                    | 2                    |                      |                      |
| 2018-2019 | VEU Feldkirch              | Autriche 2   | 0                 | 0                 | 0                 | 0                 | 0                 | 2                 | 0                 | 1                    | 1                    | 4                    |                      |                      |
| 2019-2020 | VEU Feldkirch              | AlpsHL       | 30                | 31                | 27                | 58                | 26                | -                 | -                 | -                    | -                    | -                    |                      |                      |
| 2019-2020 | VEU Feldkirch              | Autriche 2   | 4                 | 4                 | 5                 | 9                 | 0                 | -                 | -                 | -                    | -                    | -                    |                      |                      |
| 2020-2021 | SC Riessersee              | Oberliga     | 34                | 24                | 21                | 45                | 22                | -                 | -                 | -                    | -                    | -                    |                      |                      |
| 2021-2022 | SC Riessersee              | Oberliga     | 39                | 20                | 24                | 44                | 29                | 6                 | 2                 | 3                    | 5                    | 4                    |                      |                      |
| 2022-2023 | SC Riessersee              | Oberliga     | 48                | 41                | 42                | 83                | 20                | 6                 | 4                 | 10                   | 14                   | 2                    |                      |                      |
| 2023-2024 | SC Riessersee              | Oberliga     | Saison en cours ? | Saison en cours ? | Saison en cours ? | Saison en cours ? | Saison en cours ? | Saison en cours ? | Saison en cours ? | Saison en cours ?    | Saison en cours ?    | Saison en cours ?    |                      |                      |

### En équipe nationale
| Année | Compétition                          |   | PJ | B | A | Pts | Pun | +/-            |  | Résultat |
| 2009  | Championnat du monde moins de 18 ans | 6 | 1  | 1 | 2 | 6   | -2  | Sixième place  |  |          |
| 2011  | Championnat du monde junior          | 6 | 0  | 0 | 0 | 6   | +1  | Septième place |  |          |